# Paul Antoine Guillaume de Milly
Paul Antoine Guillaume de Milly ('s-Hertogenbosch, 22 november 1807 - Zuidlaren, 5 februari 1890) was een Nederlandse burgemeester.
De Milly, lid van de familie De Milly, was een zoon van Maurits Johan Willem de Milly en Alexandrine Marie Jeanne Sophie barones de Jaussaud de Grand Clary. Hij studeerde rechten aan de Universiteit Utrecht en werd advocaat. In 1843 werd hij burgemeester van Zuidlaren. Hij werd in 1840 verheven in de Nederlandse adel, met het predicaat jonkheer. In 1846 werd hij toegelaten tot de Ridderschap van Drenthe. Benoemd tot Officier in de Orde van de Eikenkroon (1873).
De Milly trouwde in 1836 met gravin Marie Frédérique Isabelle van Heiden Reinestein (1811-1874). Zij was een dochter van Sigismund Jacques van Heiden Reinestein. Uit dit huwelijk onder anderen Louis Albert Sigismond Jacques de Milly van Heiden Reinestein, en Marie Frédérique Isabelle de Milly (1850-1923) die getrouwd was met Eduard Star Busmann, raadsheer aan het gerechtshof te Amsterdam en zoon van Cornelis Star Busmann